# Acrotaphus fasciatus
Acrotaphus fasciatus là một loài tò vò trong họ Ichneumonidae.